# Tricentrus pallidus
Tricentrus pallidus är en insektsart som beskrevs av Walker. Tricentrus pallidus ingår i släktet Tricentrus och familjen hornstritar. Inga underarter finns listade i Catalogue of Life.